# Banikoara
Banikoara är en kommun i departementet Alibori i Benin. Kommunen har en yta på 4 383 km2, och den hade 246 575 invånare år 2013.

## Arrondisment
Banikoara är delat i 10 arrondissement: Founougo, Gomparou, Goumori, Kokey, Kokiborou, Ounet, Sompérékou, Soroko, Toura och Banikoara.

## Media
Unesco har donerat fyra datorer och annan utrustning och hjälpt med att grunda en radiostation i Banikoara år 1994.